# 日高町 (北海道)
日高町（ひだかちょう）は、北海道の日高振興局（旧・日高国）北部にある町。
2006年（平成18年）3月1日に、当時互いに接していなかった（旧）日高町と門別町の2町が廃置分合（新設合併）して現在の「日高町」となった。町役場は旧・門別町の地域にある。
自治体名の由来は、日高山脈の麓にあることから。なお、ほぼ同時期に誕生した新ひだか町は別の自治体である。

## 地理
日高振興局北部の沙流川上流から下流にかけて位置する。胆振・上川・十勝の3つの振興局に接し、日高振興局の玄関口となる町。南部は太平洋に面する。東部はほぼ森林で、日高山脈に由来する山岳地帯と沙流川上流域一帯は日高山脈襟裳十勝国立公園に指定されている。
日高地区を東西に国道274号が走る。道央と道東を結ぶ幹線道路のため、交通量が多い。両脇を森林に囲まれた道路で「石勝樹海ロード」と呼ばれる。
- 山：糠平山 (1350) 、沙流岳 (1422)、北ウエンザル岳 (1458)、ペケレベツ岳 (1532) 、ウエンザル岳 (1576)、二岐岳 (1590)、幌内分岐峰 (1654)、幌内岳 (1695)、パンケヌーシ岳 (1746)、ペンケヌーシ岳 (1750)、芽室岳 (1754) 、チロロ西峰 (1848)、チロロ岳 (1880)、北戸蔦別岳 (1912)、1967峰 (1967)
- 河川：沙流川、パンケヌーシ川、千呂露川、日高門別川、厚別川

### 気候
| 日高門別（1991年 - 2020年）の気候  | 日高門別（1991年 - 2020年）の気候 | 日高門別（1991年 - 2020年）の気候 | 日高門別（1991年 - 2020年）の気候 | 日高門別（1991年 - 2020年）の気候 | 日高門別（1991年 - 2020年）の気候 | 日高門別（1991年 - 2020年）の気候 | 日高門別（1991年 - 2020年）の気候 | 日高門別（1991年 - 2020年）の気候 | 日高門別（1991年 - 2020年）の気候 | 日高門別（1991年 - 2020年）の気候 | 日高門別（1991年 - 2020年）の気候 | 日高門別（1991年 - 2020年）の気候 | 日高門別（1991年 - 2020年）の気候 |
| 月                                 | 1月                               | 2月                               | 3月                               | 4月                               | 5月                               | 6月                               | 7月                               | 8月                               | 9月                               | 10月                              | 11月                              | 12月                              | 年                                |
| ---------------------------------- | --------------------------------- | --------------------------------- | --------------------------------- | --------------------------------- | --------------------------------- | --------------------------------- | --------------------------------- | --------------------------------- | --------------------------------- | --------------------------------- | --------------------------------- | --------------------------------- | --------------------------------- |
| 最高気温記録 °C （°F）             | 9.5 (49.1)                        | 10.4 (50.7)                       | 14.3 (57.7)                       | 20.4 (68.7)                       | 25.7 (78.3)                       | 31.3 (88.3)                       | 32.2 (90)                         | 32.1 (89.8)                       | 29.8 (85.6)                       | 23.4 (74.1)                       | 19.1 (66.4)                       | 15.6 (60.1)                       | 32.2 (90)                         |
| 平均最高気温 °C （°F）             | 0.0 (32)                          | 0.6 (33.1)                        | 4.3 (39.7)                        | 9.9 (49.8)                        | 15.0 (59)                         | 18.4 (65.1)                       | 22.1 (71.8)                       | 24.1 (75.4)                       | 21.8 (71.2)                       | 16.0 (60.8)                       | 9.1 (48.4)                        | 2.5 (36.5)                        | 12.0 (53.6)                       |
| 日平均気温 °C （°F）               | −4.9 (23.2)                       | −4.3 (24.3)                       | 0.1 (32.2)                        | 5.3 (41.5)                        | 10.5 (50.9)                       | 14.5 (58.1)                       | 18.6 (65.5)                       | 20.5 (68.9)                       | 17.3 (63.1)                       | 10.9 (51.6)                       | 4.4 (39.9)                        | −2.1 (28.2)                       | 7.6 (45.7)                        |
| 平均最低気温 °C （°F）             | −10.3 (13.5)                      | −10.0 (14)                        | −4.6 (23.7)                       | 0.6 (33.1)                        | 6.1 (43)                          | 11.1 (52)                         | 15.8 (60.4)                       | 17.4 (63.3)                       | 12.8 (55)                         | 5.6 (42.1)                        | −0.5 (31.1)                       | −6.9 (19.6)                       | 3.1 (37.6)                        |
| 最低気温記録 °C （°F）             | −22.7 (−8.9)                      | −23.4 (−10.1)                     | −20.7 (−5.3)                      | −11.5 (11.3)                      | −2.6 (27.3)                       | 2.8 (37)                          | 6.8 (44.2)                        | 8.7 (47.7)                        | 1.7 (35.1)                        | −3.9 (25)                         | −11.9 (10.6)                      | −20.1 (−4.2)                      | −23.4 (−10.1)                     |
| 降水量 mm （inch）                 | 25.2 (0.992)                      | 24.0 (0.945)                      | 38.3 (1.508)                      | 65.7 (2.587)                      | 97.1 (3.823)                      | 87.0 (3.425)                      | 130.7 (5.146)                     | 178.5 (7.028)                     | 127.3 (5.012)                     | 93.8 (3.693)                      | 73.0 (2.874)                      | 43.3 (1.705)                      | 983.7 (38.728)                    |
| 平均降水日数 （≥1.0 mm）           | 6.5                               | 6.1                               | 7.1                               | 9.4                               | 9.9                               | 8.8                               | 10.2                              | 10.6                              | 10.5                              | 10.2                              | 10.1                              | 8.2                               | 107.6                             |
| 平均月間日照時間                   | 142.0                             | 152.0                             | 186.8                             | 179.3                             | 185.4                             | 154.6                             | 122.3                             | 140.3                             | 166.9                             | 164.6                             | 126.5                             | 118.7                             | 1,839.3                           |
| 出典1：Japan Meteorological Agency |                                   |                                   |                                   |                                   |                                   |                                   |                                   |                                   |                                   |                                   |                                   |                                   |                                   |
| 出典2：気象庁                      |                                   |                                   |                                   |                                   |                                   |                                   |                                   |                                   |                                   |                                   |                                   |                                   |                                   |

| 日高（1991年 - 2020年）の気候      | 日高（1991年 - 2020年）の気候 | 日高（1991年 - 2020年）の気候 | 日高（1991年 - 2020年）の気候 | 日高（1991年 - 2020年）の気候 | 日高（1991年 - 2020年）の気候 | 日高（1991年 - 2020年）の気候 | 日高（1991年 - 2020年）の気候 | 日高（1991年 - 2020年）の気候 | 日高（1991年 - 2020年）の気候 | 日高（1991年 - 2020年）の気候 | 日高（1991年 - 2020年）の気候 | 日高（1991年 - 2020年）の気候 | 日高（1991年 - 2020年）の気候 |
| 月                                 | 1月                           | 2月                           | 3月                           | 4月                           | 5月                           | 6月                           | 7月                           | 8月                           | 9月                           | 10月                          | 11月                          | 12月                          | 年                            |
| ---------------------------------- | ----------------------------- | ----------------------------- | ----------------------------- | ----------------------------- | ----------------------------- | ----------------------------- | ----------------------------- | ----------------------------- | ----------------------------- | ----------------------------- | ----------------------------- | ----------------------------- | ----------------------------- |
| 最高気温記録 °C （°F）             | 7.7 (45.9)                    | 13.6 (56.5)                   | 17.7 (63.9)                   | 26.4 (79.5)                   | 32.0 (89.6)                   | 34.4 (93.9)                   | 35.8 (96.4)                   | 35.5 (95.9)                   | 32.0 (89.6)                   | 25.6 (78.1)                   | 19.3 (66.7)                   | 13.4 (56.1)                   | 35.8 (96.4)                   |
| 平均最高気温 °C （°F）             | −2.5 (27.5)                   | −1.4 (29.5)                   | 3.0 (37.4)                    | 10.3 (50.5)                   | 17.5 (63.5)                   | 21.6 (70.9)                   | 24.8 (76.6)                   | 25.5 (77.9)                   | 21.5 (70.7)                   | 14.6 (58.3)                   | 6.6 (43.9)                    | −0.3 (31.5)                   | 11.7 (53.1)                   |
| 日平均気温 °C （°F）               | −7.6 (18.3)                   | −6.8 (19.8)                   | −2.1 (28.2)                   | 4.3 (39.7)                    | 11.0 (51.8)                   | 15.6 (60.1)                   | 19.5 (67.1)                   | 20.2 (68.4)                   | 15.6 (60.1)                   | 8.6 (47.5)                    | 1.9 (35.4)                    | −4.8 (23.4)                   | 6.3 (43.3)                    |
| 平均最低気温 °C （°F）             | −13.6 (7.5)                   | −13.4 (7.9)                   | −8.0 (17.6)                   | −1.4 (29.5)                   | 4.7 (40.5)                    | 10.4 (50.7)                   | 15.4 (59.7)                   | 15.9 (60.6)                   | 10.7 (51.3)                   | 3.2 (37.8)                    | −2.7 (27.1)                   | −9.7 (14.5)                   | 0.9 (33.6)                    |
| 最低気温記録 °C （°F）             | −25.3 (−13.5)                 | −27.8 (−18)                   | −21.8 (−7.2)                  | −15.6 (3.9)                   | −4.0 (24.8)                   | 0.0 (32)                      | 5.5 (41.9)                    | 6.6 (43.9)                    | −0.4 (31.3)                   | −5.1 (22.8)                   | −15.2 (4.6)                   | −21.7 (−7.1)                  | −27.8 (−18)                   |
| 降水量 mm （inch）                 | 45.4 (1.787)                  | 41.3 (1.626)                  | 69.3 (2.728)                  | 100.4 (3.953)                 | 115.2 (4.535)                 | 77.5 (3.051)                  | 140.3 (5.524)                 | 224.1 (8.823)                 | 164.4 (6.472)                 | 136.0 (5.354)                 | 122.9 (4.839)                 | 73.9 (2.909)                  | 1,324.3 (52.138)              |
| 降雪量 cm （inch）                 | 121 (47.6)                    | 106 (41.7)                    | 95 (37.4)                     | 27 (10.6)                     | 0 (0)                         | 0 (0)                         | 0 (0)                         | 0 (0)                         | 0 (0)                         | 0 (0)                         | 25 (9.8)                      | 109 (42.9)                    | 495 (194.9)                   |
| 平均降水日数 （≥1.0 mm）           | 11.1                          | 11.4                          | 13.0                          | 13.3                          | 12.0                          | 8.7                           | 11.0                          | 12.1                          | 12.5                          | 13.8                          | 14.9                          | 13.3                          | 148.6                         |
| 平均月間日照時間                   | 68.0                          | 78.0                          | 106.8                         | 146.8                         | 181.2                         | 169.3                         | 142.0                         | 146.0                         | 136.0                         | 117.5                         | 63.8                          | 51.7                          | 1,403                         |
| 出典1：Japan Meteorological Agency |                               |                               |                               |                               |                               |                               |                               |                               |                               |                               |                               |                               |                               |
| 出典2：気象庁                      |                               |                               |                               |                               |                               |                               |                               |                               |                               |                               |                               |                               |                               |

### 隣接している自治体
- 日高振興局
  - 沙流郡：平取町
  - 新冠郡：新冠町
- 胆振総合振興局
  - 勇払郡：むかわ町
- 上川総合振興局
  - 勇払郡：占冠村
  - 空知郡：南富良野町
- 十勝総合振興局
  - 帯広市
  - 上川郡：清水町
  - 河西郡：芽室町

## 人口
| |                                        |  |
| 日高町と全国の年齢別人口分布（2005年） | 日高町の年齢・男女別人口分布（2005年） |  |
| ■紫色 ― 日高町 ■緑色 ― 日本全国 | ■青色 ― 男性 ■赤色 ― 女性              |  |
| 日高町（に相当する地域）の人口の推移 \| 1970年（昭和45年） \| 21,228人 \| \| \| 1975年（昭和50年） \| 19,052人 \| \| \| 1980年（昭和55年） \| 18,875人 \| \| \| 1985年（昭和60年） \| 18,267人 \| \| \| 1990年（平成2年） \| 16,976人 \| \| \| 1995年（平成7年） \| 16,556人 \| \| \| 2000年（平成12年） \| 15,783人 \| \| \| 2005年（平成17年） \| 14,730人 \| \| \| 2010年（平成22年） \| 13,615人 \| \| \| 2015年（平成27年） \| 12,378人 \| \| \| 2020年（令和2年） \| 11,279人 \| \| |                                        |  |
| 総務省統計局 国勢調査より |                                        |  |
| 1970年（昭和45年） | 21,228人                               |  |
| 1975年（昭和50年） | 19,052人                               |  |
| 1980年（昭和55年） | 18,875人                               |  |
| 1985年（昭和60年） | 18,267人                               |  |
| 1990年（平成2年） | 16,976人                               |  |
| 1995年（平成7年） | 16,556人                               |  |
| 2000年（平成12年） | 15,783人                               |  |
| 2005年（平成17年） | 14,730人                               |  |
| 2010年（平成22年） | 13,615人                               |  |
| 2015年（平成27年） | 12,378人                               |  |
| 2020年（令和2年） | 11,279人                               |  |

## 沿革
門別町#沿革も参照
- 1881年（明治14年）- 岩根牧場の開設。
- 1919年（大正8年）- 沙流郡幌去村（ほろさる、現平取町）から分村、沙流郡右左府村（うさっぷ）が発足。
- 1923年（大正12年）- 2級町村制
- 1943年（昭和18年）- 日高村に改称。同年、村内の地名を以下のように再編。
  - 右左府 → 日高
  - 岡春部（おかしゅんべ） → 富岡
  - 三菜頃（さんなころ）・岩内（統合） → 三岩
  - 千呂露（ちろろ） → 千栄
- 1962年（昭和37年）- 町制施行、日高町となる。
- 1996年（平成8年）8月5日 - 道の駅樹海ロード日高オープン
- 1997年（平成9年）12月8日- 門別競馬場が開設される。
- 1999年（平成11年） - 門別温泉の開湯。
- 2006年（平成18年）3月1日 - 沙流郡門別町との廃置分合（合体）により現・日高町が設置される。
- 2006年（平成18年）3月19日 - 日高自動車道日高富川IC開通。
- 2012年（平成24年）3月17日 - 日高自動車道日高門別IC開通。
- 2018年（平成30年）4月21日 - 日高自動車道日高厚賀IC開通。

### 門別町との合併の経緯
2002年、山間部の日高町は自治体経営が深刻化していたため、郡内の平取町、門別町との3町で合併研究会を発足させた。後に協議会に発展し、2003年までにさらに隣接する穂別町、鵡川町が加わる。しかし、平取町が域内最大人口の門別町との合併に難色を示し、この態度に鵡川町、穂別町が協議会を離脱。その後なおも平取町は門別町との合併に否定的だったため、日高町は意思決定のため2004年8月に住民投票を実施し、町民の6割が3町合併を望む（1/4は平取町との2町合併を希望）、という結論を得た。しかし直後の9月に平取町は単独町政を継続するとして協議会を離脱してしまう。止むなく平取町を除いた飛び地となる2町での合併検討に入り、翌2005年に再び住民投票を実施、日高町民の7割が合併賛成という意志を示した。当初に平取町役場を新町役場とする案が頓挫し、新町役場を門別町に、新町名を「日高町」とすることが決まり、2005年3月に2町で合併を調印、翌年新町制施行が決定した。合併後の町域は日高地区（旧日高町域）が門別地区（旧門別町域）よりも広い。

## 経済
- 門別地区は稲作、畑作、酪農、馬産、漁業などが主産業。漁業ではシシャモの孵化放流事業[5]を行っている。
- 日高地区は畑作、林業などが主産業。

### 立地企業
- 北海道日高乳業株式会社
- 王子木材緑化株式会社 住宅資材グループ富川製材工場
- 北海道電力日高発電所

### 金融機関
- 苫小牧信用金庫　門別支店、富川支店

### 農協・漁協
- 門別町農業協同組合（JA門別）
  - 本所
  - 厚賀支所
- びらとり農業協同組合（JAびらとり）
  - 日高支所
  - 富川支所
- ひだか漁業協同組合
- 北海道農業共済組合（NOSAI北海道）
  - 日高西部家畜診療所

### 郵便局
- 門別郵便局（集配局、059-21xx地域）
- 日高郵便局（集配局、055-23xx地域）
- 富川郵便局（集配局、055-00xx地域）
- 厚賀郵便局（集配局、059-22xx地域）

### 宅配便
- ヤマト運輸：千歳主管支店日高富川センター
- 佐川急便：静内営業所（新ひだか町）

## 公共機関

### 警察
- 門別警察署（北海道警）

## 教育

### 高等学校
- 北海道富川高等学校（道立）
- 北海道日高高等学校（町立）

### 中学校
- 厚賀、富川、門別、日高

### 小学校
- 厚賀、富川、門別、日高

## 交通

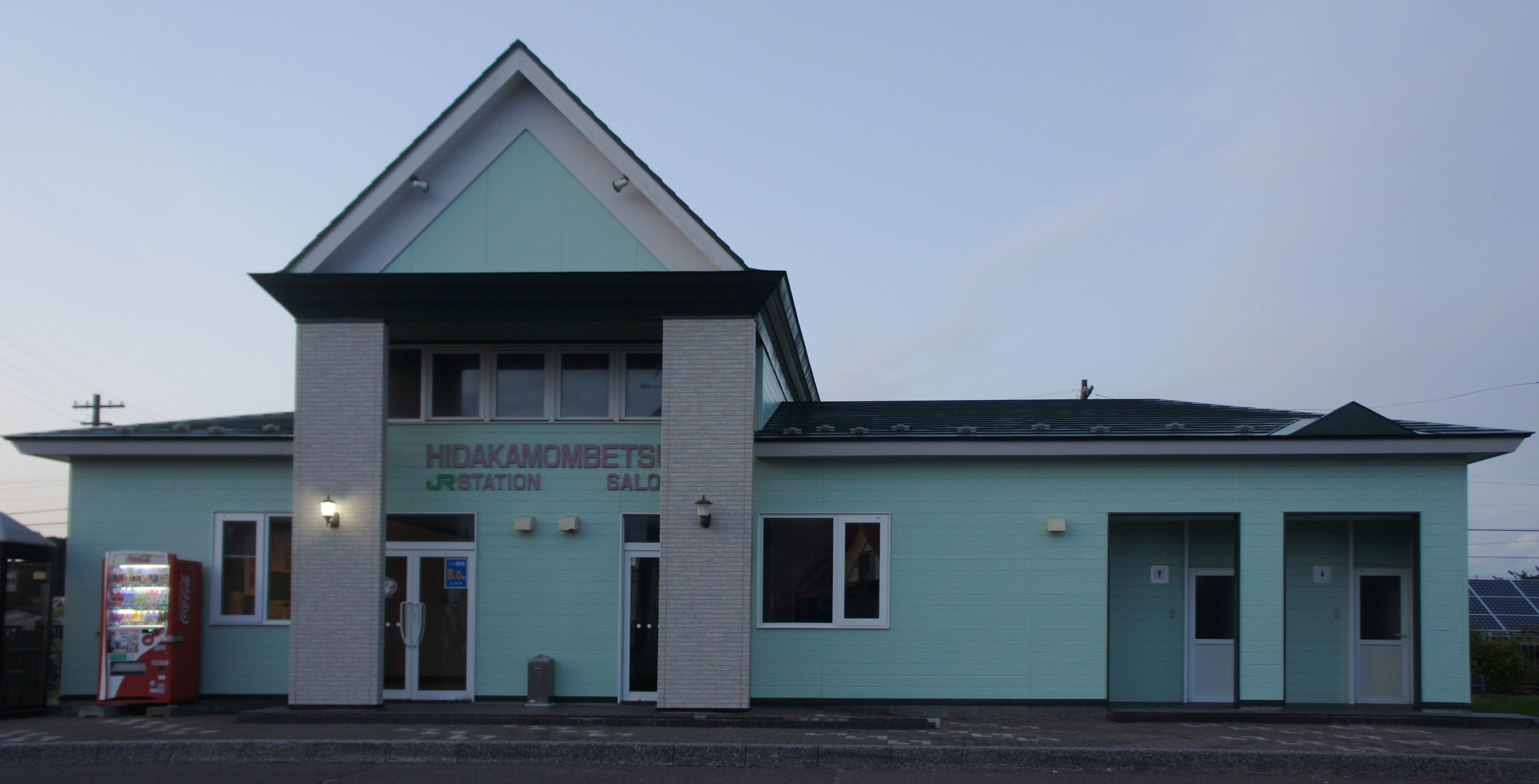
廃止された日高門別駅（2017年9月撮影）

### 鉄道
- 町内に鉄道路線は通っていない。
  - 2021年（令和3年）3月31日までは、北海道旅客鉄道（JR北海道）の日高本線（富川駅 - 日高門別駅 - 豊郷駅 - 清畠駅 - 厚賀駅）が営業していた[6][7]。
- 旧日高町にはかつて国鉄富内線が通っていたが、1986年（昭和61年）に廃止され道南バスが代替バスを運行している。

### バス
2021年（令和3年）4月1日のJR日高本線鵡川駅以南廃止に伴い、道南バスとジェイ・アール北海道バスでは運行系統の調整等が行われた。
旧門別町域
- 道南バス
  - 静内方面
  - 鵡川・苫小牧市方面
  - 平取町方面
  - 札幌市方面「高速ペガサス号」

- ジェイ・アール北海道バス - 日勝線を参照。
  - 苫小牧市方面「特急とまも号」

- 日高町営バス[9]
  - 広富線
  - 豊郷線
  - 清畠線
  - 厚賀富川線
  - 厚賀太陽線（新冠町と共同運行）

旧日高町域、両地域連絡
- 道南バス
  - 富川 - 平取町 - 日高ターミナル
  - 日高 - 札幌市「高速ひだか号」、日高 - 苫小牧市「特急ひだか号」は運休中[10][11]

- 日高町営バス[9]
  - 日高門別線（富川・門別 - 日高直行）
  - 占冠線（日高総合支所 - 占冠駅）
  - 岩内ダム線
  - 千栄線
  - 循環線

### タクシー
- 富川ハイヤー
- 門別ハイヤー
- 厚賀ハイヤー
- 日高ハイヤー

### 道路
- 高規格幹線道路

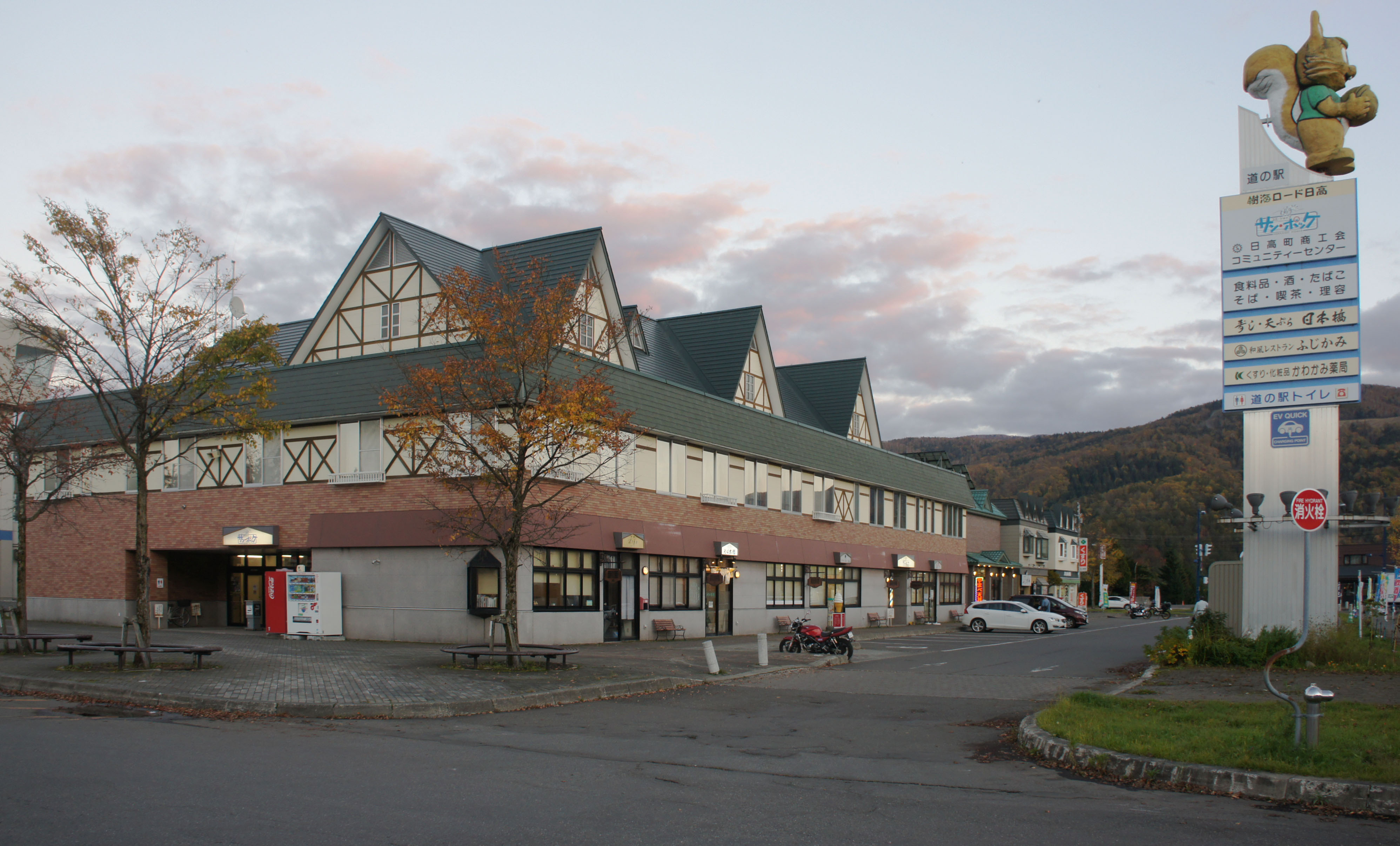
道の駅樹海ロード日高

  - 日高自動車道 : 日高富川IC - 日高門別IC - 日高厚賀IC
- 一般国道
  - 国道235号
  - 国道237号 日高峠 (500)
  - 国道274号 日勝峠 (1020)
- 都道府県道
  - 北海道道71号平取静内線
  - 北海道道80号平取門別線
  - 北海道道208号比宇厚賀停車場線
  - 北海道道289号富川停車場線
  - 北海道道351号正和門別停車場線
  - 北海道道847号三岩日高線
  - 北海道道1026号新冠平取線
- 道の駅
  - 樹海ロード日高

## 名所・旧跡・観光スポット・祭事・催事

### 文化財

#### 重要無形民俗文化財
- アイヌ古式舞踊 - 門別ウタリ文化保存会

#### 史跡
- シベチャリ川流域チャシ跡群及びアッペツチャシ跡

#### 天然記念物
- 沙流川源流原始林

#### 登録有形文化財
- 飯田家住宅座敷棟[12]
- 飯田家住宅主屋[13]

#### その他
- 門別富仁家墳墓群 - 北海道指定史跡

### 観光

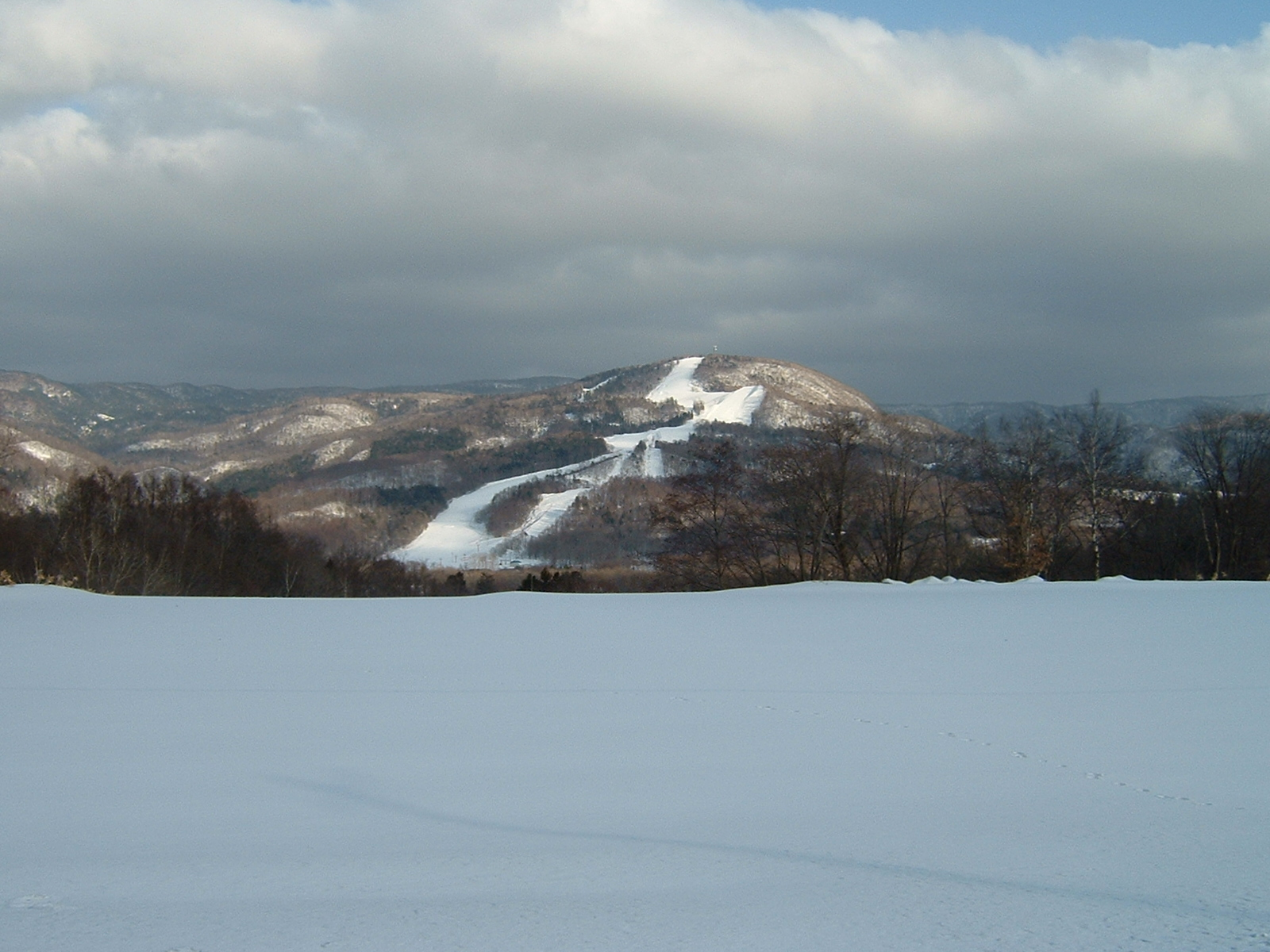
日高国際スキー場

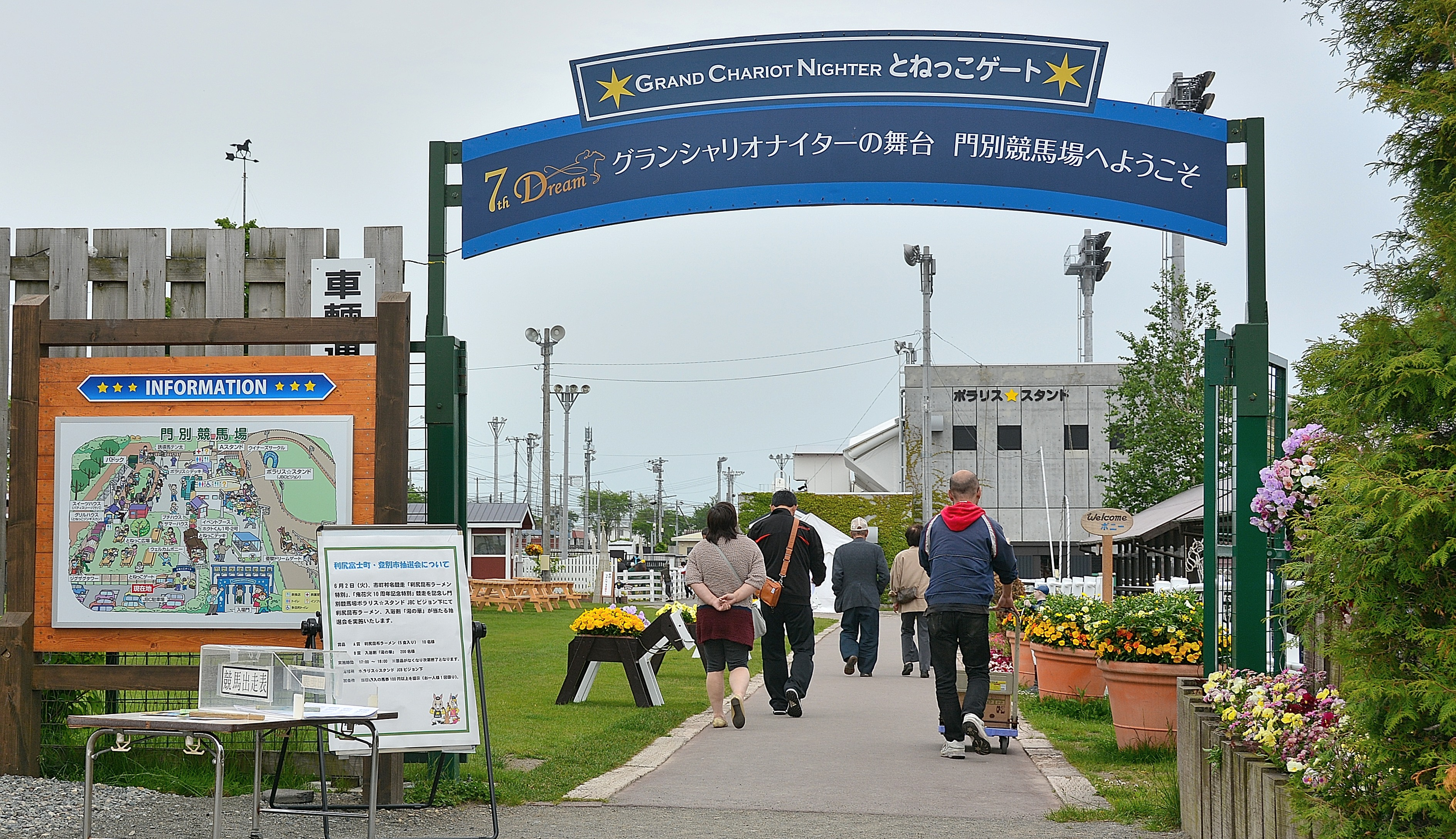
門別競馬場の「とねっこゲート」

- 日高ケンタッキーファーム - 2008年12月31日閉園
- 門別競馬場[14]
- 沙流川温泉[15]
- 日高山岳ビラパーク
- 日高国際スキー場[16]
- 国立日高青少年自然の家[17]
- グラン オーベルジュ ホッカイ-閉業
- 門別温泉[18]
- 沙流川オートキャンプ場[19]
- ひだか樹魂まつり（7月下旬）
- とねっこカーニバル（10月上旬）
- ししゃも祭り（10月下旬）
- 高野山日高寺（北海道三十三観音霊場30番札所）
- 日高味覚フェア（5月上旬、8月上旬、10月上旬、12月上旬）
- 日高国際スキー場フェスティバル（12月下旬、2月中旬、3月上旬）
- ひだからecoウォーク（随時）

## 日高町出身の有名人
- 戸川大輔（元プロ野球選手）- 安田記念・マイルCS・香港マイルを制したモーリス等を生産した戸川牧場出身。
- 高沢秀昭（元プロ野球選手）
- 門別啓人（プロ野球選手）
- 沼田義明（元ボクシング世界チャンピオン）
- 坂口允彦（将棋棋士九段、元日本将棋連盟会長）